# CLASSIX (企業)
CLASSIX株式会社（クラシックス、CLASSIX CO., LTD.）は、かつて書籍・雑誌の制作・販売・配信を行っていた日本の企業。カルチュア・コンビニエンス・クラブの連結子会社だった。

## 概要
2015年4月1日、株式会社トップ・パートナーズが、米クロニクルブックスと提携し、クロニクルブックスおよび同社関連会社の日本総代理店となるクロニクルブックス・ジャパン株式会社を設立。クロニクルブックス・ジャパン社はクロニクルブックスの作品の中から、ポップアートやライフスタイルをテーマにした書籍の他、料理書、児童書などの洋書・和書、文房具・ギフトなどの輸入・制作・販売を行っていた。
2016年3月16日に直営店「クロニクルブックス 代官山」を開店したが、2017年12月1日に閉店した。
2017年4月に同じトップ・パートナーズ子会社で出版社の株式会社CLASSIX MEDIAを吸収合併した。
2018年6月30日にクロニクルブックス・ジャパン株式会社が、米クロニクルブックス製品の輸入販売業務終了。これに伴いクロニクルブックス・ジャパン株式会社は、米クロニクルブックスとの契約を解消し、同年7月1日より社名をCLASSIX株式会社に変更した。
2018年11月1日に株式会社トップ・パートナーズに合併し解散した。

## 発行雑誌
- Cal（キャル）（発売：株式会社徳間書店）※2014年にCLASSIX MEDIAが、日本ジャーナル出版よりCal Magazine（キャル マガジン）の商標権を譲り受け復刊[7]。